# Chiesa di San Giuseppe al Galluzzo
La chiesa di San Giuseppe è un luogo di culto cattolico di Galluzzo, frazione di Firenze, in via Volterrana; è sede della parrocchia dei "Santi Giuseppe e Lucia al Galluzzo", il cui titolo fa riferimento alla chiesa nuova costruita nel dopoguerra e a quella antica, che ebbe il patronato della famiglia Petribuoni, risalente a prima dell'XI secolo e situata nei pressi del cimitero comunale omonimo.

## Storia e descrizione

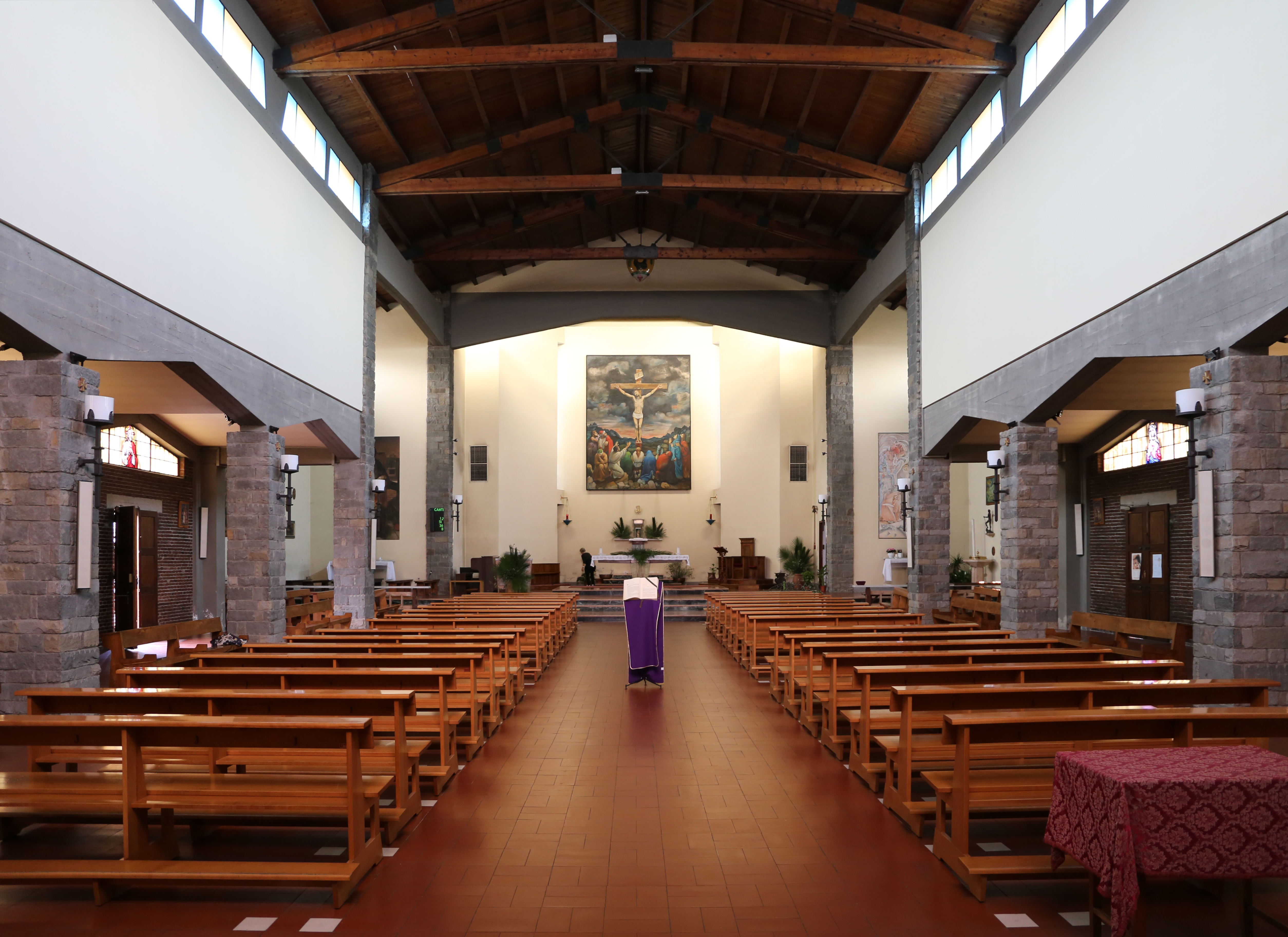
L'interno

Essendo la chiesa di Santa Lucia inadeguata alla popolazione crescente, gli architetti Giorgio Ceccherelli e Mario Corsi progettarono la nuova grande chiesa in via Volterrana, consacrata nel 1962 e dedicata a san Giuseppe. Nel 1964 venne edificato il campanile, che ospita un concerto di 5 campane.
L'interno è a croce latina, con aula divisa in tre navate, ed è arricchito da alcune opere d'arte antica provenienti da chiese vicine. Tra esse è un'Ultima Cena firmata da Jacopo Chimenti detto l'Empoli e datata 1601, trasferita dopo il restauro del 1989 dalla chiesa di Santa Lucia a Massapagani ma di provenienza ignota, e una Madonna Assunta con i Santi Giovanni Battista e Francesco attribuita a Ridolfo del Ghirlandaio con la collaborazione di Michele Tosini e databile intorno alla metà del XVI secolo.
L'affresco con San Giuseppe è stato eseguito da Pietro Annigoni nel 1970.